# Rossi Residencial
Rossi Residencial é uma empresa do ramo da construção civil do Brasil fundada em 1980.

## 1980
Fundação da Rossi Residencial S.A.
Inicialmente a empresa teve com foco na incorporação de imóveis residenciais de alto padrão na região metropolitana de São Paulo.

## 1992
Criação do projeto Plano 100
Início da atuação nos segmentos voltados à classe média e baixa. Foi a resposta criativa da Rossi para o problema de financiamento imobiliário que dificultava a aquisição de imóveis pela classe média. Cerca de 14.166* unidades foram entregues em todo o Brasil. (*até julho de 2008).

## 1994
Distribuição regional
Inauguração da regional CAMPINAS. A atividade paulistana passou então a se chamar regional SÃO PAULO.

## 1996
Lançamento do projeto Vida Nova
Ao utilizar materiais de acabamento básicos e garantir a qualidade e o estilo do empreendimento, a Rossi entregou 5.241* unidades voltadas para o segmento econômico (até setembro de 2005).

## 1997
Emissão de ações
A Rossi captou US$100 milhões para expansão dos negócios ao emitir ações na BM&FBOVESPA e ADRs na Bolsa de Nova York.
A Rossi se torna pioneira na securitização de recebíveis imobiliários.

## 1999
Lançamento do projeto Villa Flora
Inauguração de um novo conceito de moradia destinado ao segmento econômico, com infraestrutura completa com paisagismo, estação de tratamento de esgoto, praças, parques, centro comercial, capela, creche, escola, clube e posto policial.
Inauguração da regional SUL com sede na cidade de Porto Alegre.
Implementação do sistema de gestão empresarial SAP.

## 2002
Diversificação de investimentos
Visando reforçar a atuação junto ao público de maior poder aquisitivo a Rossi adquire a América Properties, especializada na construção de imóveis residenciais e comerciais de alto padrão.

## 2003
Segurança para investir e crescer
Ao captar R$80 milhões no mercado de capitais e aderir ao Nível 1 de Práticas Diferenciadas de Governança Corporativa da BM&FBovespa, a Rossi assegurou o seu crescimento.
Inauguração da regional RIO DE JANEIRO com sede na capital carioca.

## 2006
Entrada no Novo Mercado da Bovespa
Com a entrada no Novo Mercado, a Rossi ampliou para 100% o Tag Along, oferecendo um maior grau de proteção e transparência para seus acionistas.
Expansão dos negócios
Captação de R$ 1,012 bilhões viabilizando a compra de novos terrenos, o pagamento de dívidas e o capital de giro dos novos empreendimentos.
Inauguração da regional BRASILIA, com sede no Distrito Federal.
Estabelecimento de joint ventures com outros incorporadores regionais.
Diversificação de produtos
Ingresso no segmento de projetos urbanísticos.

## 2007
Expansão dos negócios
Inauguração da regional NORDESTE com sede em Salvador, Rossi inaugura nova regional para expandir atuação e atingir os Estados nordestinos.
Inauguração da regional OESTE com sede em São José do Rio Preto, para atuar no oeste do estado de São Paulo e norte do Paraná.
Criação da equipe própria de vendas
Criação da Rossi Vendas, equipe própria de vendas, com o objetivo de garantir um serviço de qualidade e alto grau de comprometimento, já que os corretores são constantemente treinados e estão alinhados aos valores da Rossi.

## 2008
Gestão baseada no Branding
Visando aumentar o valor estratégico da marca Rossi, a empresa passou a seguir o modelo de gestão baseado no branding, redefiniu sua essência e reformulou sua identidade visual, alinhando a comunicação e a estratégia de negócios com base nos valores e atributos desejados da marca Rossi.
Entrada no Índice Ibovespa
As ações da Rossi passam a integrar a carteira do IBovespa. O Índice Bovespa é o mais importante indicador do desempenho médio das cotações do mercado de ações brasileiro, pois retrata o comportamento dos principais papéis negociados na BM&FBOVESPA.
Capitalização
Emissão de R$ 150 milhões em ações.

## 2009
Lançamento do Rossi Ideal
Lançamento dos projetos da linha Rossi Ideal voltados ao segmento econômico e dentro das diretrizes do plano de incentivo do governo federal Minha Casa, Minha Vida.
Capital Rossi
Estabelecimento de uma joint venture com a Construtora Capital para operar em estados do Norte do país.

## 2010
Expansão dos negócios
Inauguração da regional PAULISTANA, sediada em São Paulo com foco em imóveis de médio e alto padrão na capital paulista.
Lançamento do projeto Rossi Mais
Lançamento dos projetos da linha Rossi Mais voltados ao segmento econômico.
Toctao Rossi
Estabelecimento de uma joint venture com a Toctao Engenharia para operar em Goiânia e região.
Aniversário
Rossi comemora 30 anos.

## 2011
Norcon Rossi
Estabelecimento de uma joint venture com a Construtora Norcon para operar nos mercados de Alagoas, Bahia, Pernambuco e Sergipe com a marca Norcon Rossi.
Uso intenso de tecnologia na construção
Investimento em tecnologias de construção de larga escala, estabelecendo fábricas de pré-moldados em Brasília (DF), Campinas (SP), Campo Grande (MT), Hortolândia (SP), Manaus (AM), Serra (ES) e Porto Alegre (RS).

## 2012
Rossi Commercial Properties e Rossi Urbanizadora
A Rossi apresentou o processo de desenvolvimento de duas novas áreas de negócios, a Rossi Commercial Properties, para centros comerciais ligados a empreendimentos de shoppings, e Rossi Urbanizadora ,com destaque para as áreas em processo de loteamento. Por meio destas subsidiárias, será possível rentabilizar e desenvolver com maior eficiência os projetos que já estão disponíveis no estoque de terrenos da Rossi.

## 2013
Outlet Digital
Ação Inovadora que utilizou o canal Hangout e o Youtube para realizar vendas online de imóveis. Pela iniciativa, a empresa foi reconhecida com o 20º Prêmio ABEMD em 2014.

## 2014
Robot View
Clientes conheceram imóveis a distância por meio de robô equipado com câmera. A campanha recebeu o prêmio de Marketing Imobiliário na 2ª edição da Conecta Imobi 2015.

## 2015
O empreendimento EntreVerdes Campinas recebeu o Prêmio Master Imobiliário 2015, na categoria Preservação do Meio Ambiente.